# Finale della Coppa Libertadores 2015
La finale della 56ª edizione della Coppa Libertadores si svolse, in gara doppia, fra i messicani del Tigres UANL e gli argentini del River Plate.
Ad aggiudicarsi il trofeo furono i Millionarios; dopo lo 0-0 dell'andata, grazie ad un 3-0 al ritorno vinsero la loro terza edizione della Coppa.
Il River Plate ottenne il diritto di partecipare al Mondiale per club del 2015 in qualità di rappresentante del Sudamerica (arriverà in finale, e la perderà per 3-0 contro il Barcellona), e alla Recopa Sudamericana 2016 (la vincerà, grazie ad un 2-1 complessivo, contro il Santa Fe).
I biancorossi riuscirono, così, a cancellare in parte la mancha, cioè il disonore causato dalla traumatica retrocessione di appena 4 anni prima.
Per la prima volta da quando le squadre messicane erano state ammesse alla Coppa Libertadores, una di loro si qualificò alla finale.

## Le squadre
| Squadre     | Partecipazioni precedenti (il grassetto indica la vittoria) |
| ----------- | ----------------------------------------------------------- |
| Tigres UANL | Nessuna                                                     |
| River Plate | 4 (1966, 1976, 1986, 1996)                                  |

## Sede
Come stabilito dalla CONMEBOL, la sfida di andata fu disputata in casa del Tigres, al Volcán di San Nicolás de los Garza. Viceversa, il ritorno si giocò al Monumental di Buenos Aires, ossia in casa del River Plate.

## Il cammino verso la finale

### Tigres UANL

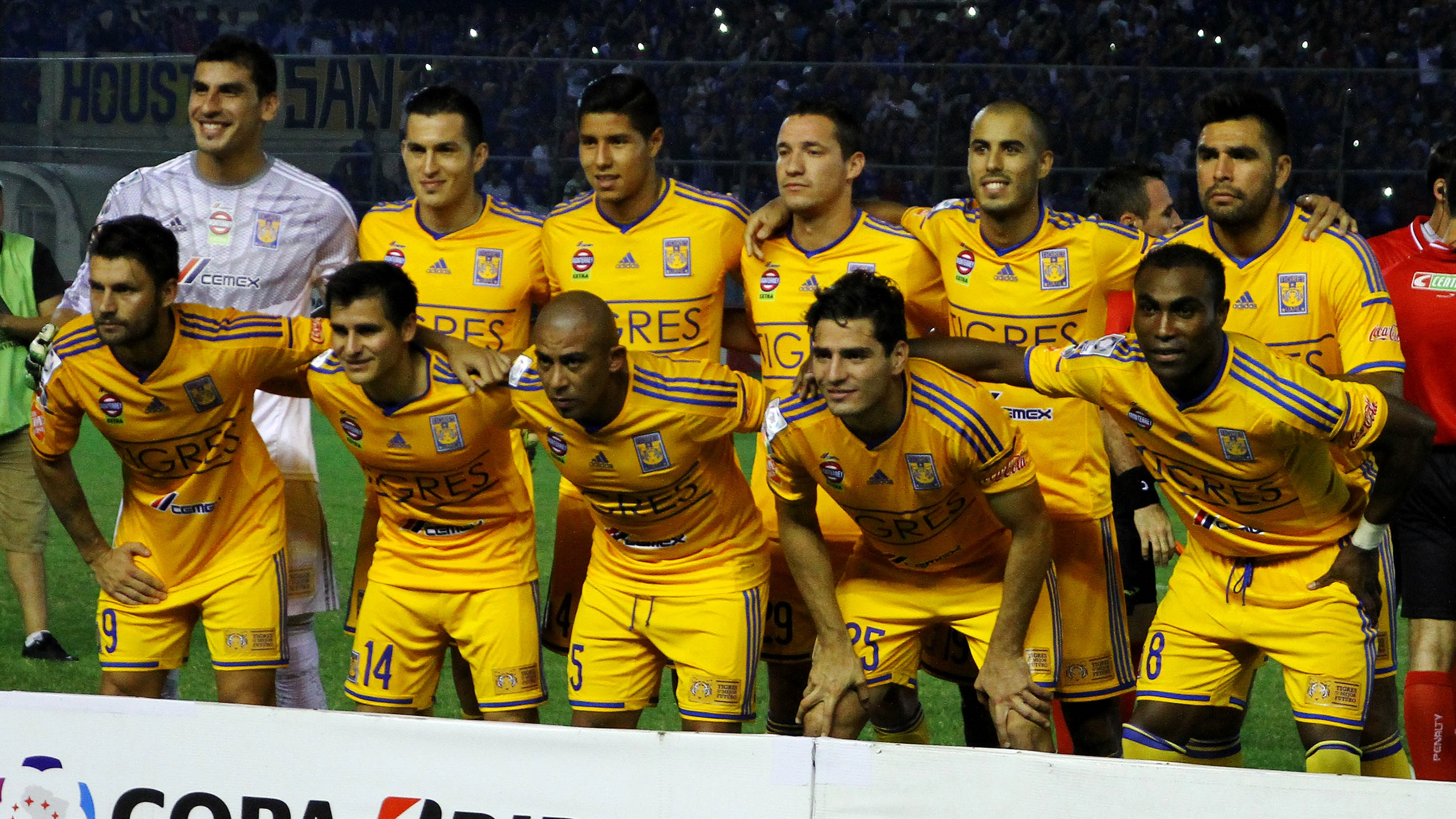
Il Tigres si prepara ad affrontare l'andata dei quarti contro l'.

Il Tigres, alla prima partecipazione in assoluto alla massima competizione confederale per club, si qualificò in virtù dell'ottimo piazzamento registrato nella tabla general della Liga MX del 2014, venendo inserito nel gruppo 6, con i peruviani del Juan Aurich, i boliviani del San José e proprio il River Plate, che troverà poi in finale. L'esordio, avvenuto in casa il 19 febbraio, fu molto promettente, infatti los auriazules sconfissero con un sonoro 3-0 il Juan Aurich. Fu positivo anche il primo scontro diretto contro il Gigante, giocato nell'insidiosissimo campo del Monumental di Nuñez, terminato sul punteggio di 1-1. I messicani erano riusciti addirittura a passare in vantaggio al 40', salvo poi venir recuperati dal guizzo di Sánchez ad un quarto d'ora dalla fine. Il Tigres si rivelò una vera e propria macchina da guerra, vincendo entrambe le partite contro il San José (1-0 in trasferta e addirittura 4-0 in casa, la settimana dopo) e piazzandosi solidamente in testa al girone. I "felini" riuscirono anche a portare via un preziosissimo punto dalla sfida di ritorno contro il River Plate (2-2) alla quinta giornata e accedere matematicamente, così, alla fase a eliminazione diretta. Degno di nota è il rocambolesco successo per 5-4 in casa del Juan Aurich all'ultima giornata, che condannò i peruviani all'eliminazione e garantì al River il passaggio del turno.
Agli ottavi di finale le "tigri" incontrarono l'ostinata resistenza dell'Univ. Sucre, che mise non poco in difficoltà la squadra di San Nicolás: all'andata, il Tigres riuscì a vincere 2-1 a fatica, dopo essere stato in svantaggio sin dal secondo minuto. Uno scenario simile si verificò anche al ritorno: il calcio di rigore al 76' di Rafael Sóbis salvò i messicani dall'eliminazione, il Sucre aveva infatti segnato già nei primi minuti. Complicata fu anche la doppia sfida dei quarti, con avversario il caparbio Emelec di Guayaquil: servì una titanica rimonta nella partita di ritorno (2-0) ai messicani per ribaltare la sconfitta per 1-0 patita in Ecuador all'andata. Ciò permise al Tigres, dunque, di accedere alle semifinali del torneo, dove si ritrovò di fronte i brasiliani dell'Internacional di Porto Alegre. Nel match di andata, disputato allo stadio Beira-Rio, gli ospiti risentirono del pessimo avvio di gara (erano sotto di due gol al 10'), uscendo perciò sconfitti per 2-1. Tuttavia, al ritorno, il Tigres entrò in campo "con il fuoco negli occhi", passando in vantaggio al 18' e raddoppiando al 41' (goffo autogol di Geferson), per poi fissare il punteggio sul 3-0 al 12' della ripresa. A nulla servì, all'89', la rete dell'1-3 degli ospiti: i messicani strapparono comunque il pass per la finale di Coppa Libertadores.

### River Plate

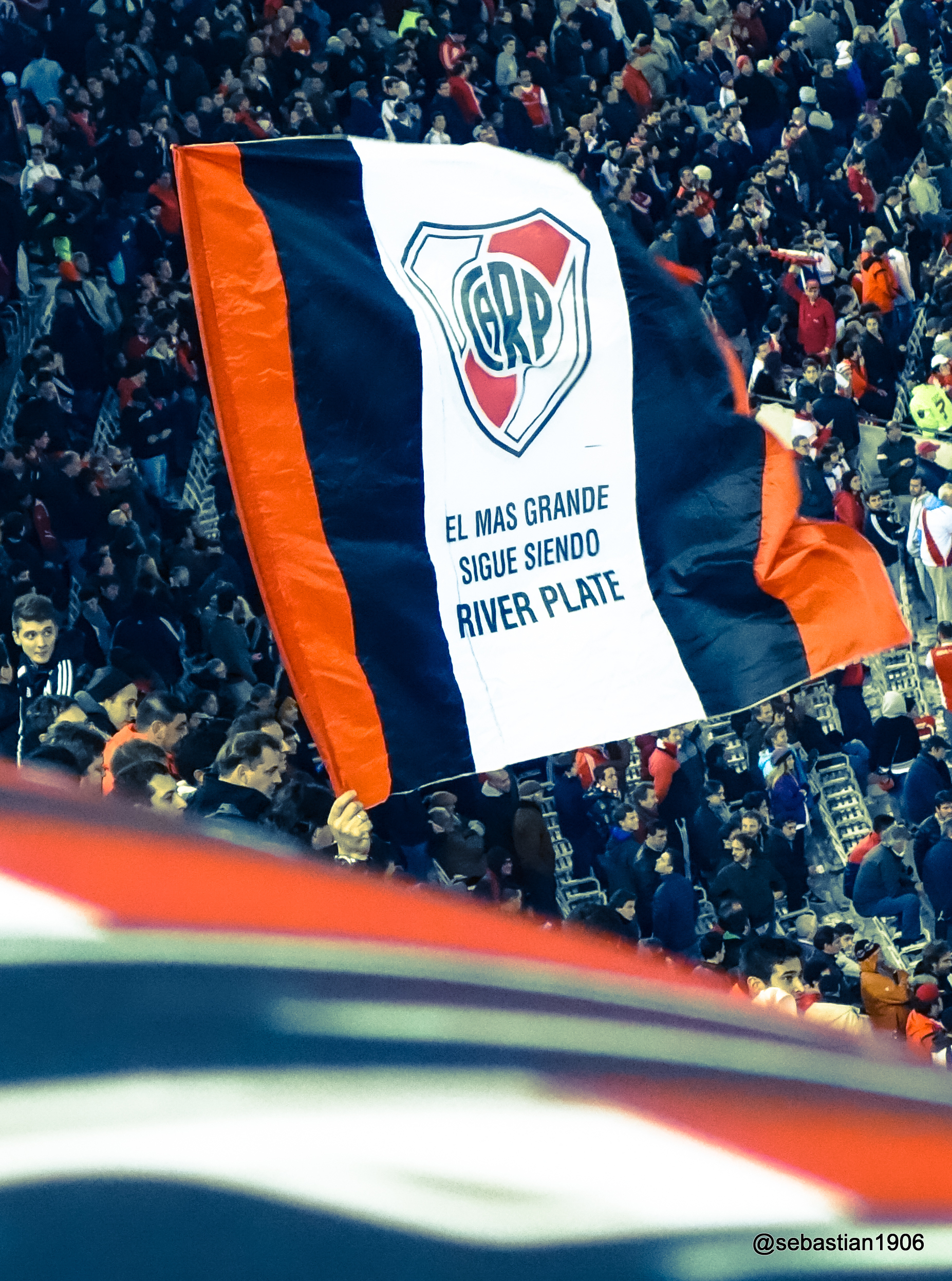
La tifoseria millionaria durante il match di andata contro il ; il bandierone in primo piano recita El mas grande sigue siendo River Plate, in italiano Il più grande resta il River Plate.

Il River ottenne il pass per la fase a gironi della Coppa grazie alla vittoria, in primis della Sudamericana 2014, e del Torneo Final 2014. Come detto sopra, il girone degli argentini era composto dal Juan Aurich, dal San José e, appunto, dal Tigres. L'esordio non fu affatto di buon auspicio: dallo stadio Jesús Bermúdez di Oruro, infatti, i Millionarios uscirono sorprendentemente sconfitti da un netto 2-0. Palesi difficoltà si percepirono anche nella partita successiva, al Monumental contro i felinos, quando il River riuscì a strappare soltanto un fischiatissimo pareggio, e anche nella apparente gita di salute in Perù contro il Juan Aurich, terminata però sull'1-1. Il periodo di crisi dei biancorossi si protrasse anche per la prima di ritorno (secondo 1-1 contro il Juan Aurich che pareggiò al 90'). A causa di questa sfilza di risultati semi-negativi (nemmeno una vittoria in quattro giornate) e soprattutto del pareggio per 2-2 alla penultima contro il Tigres, il River si ridusse a non essere più padrone del proprio destino. La vittoria per 3-0 contro il San José al fotofinish non sarebbe servita a nulla, se il già qualificato Tigres non avesse battuto, per 5-4, il Juan Aurich, che anche solo con un pareggio sarebbe passato agli ottavi. Per il rotto della cuffia, e con solo una vittoria in 6 matches, il River riuscì dunque ad accedere alla fase a eliminazione diretta.
Compiuto il "miracolo" (come titolerà il quotidiano torinese Tuttosport nell'edizione del 16 aprile), il verdetto delle urne fu pesantissimo: i sorteggi del primo turno, infatti, decretarono lo scontro delicatissimo fra il River Plate e gli odiatissimi rivali del Boca Juniors. Il primo atto della vicenda si svolse nella cornice del Monumental, l'8 di maggio. La partita fu figlia della tensione fra le fazioni, e venne risolta in favore dei locali solo da un rigore negli ultimi minuti. Il clima della sfida di ritorno, però, fu dimolto peggiore. A La Bombonera, una settimana più tardi, il primo tempo si concluse sul risultato di 0-0. La profonda divisione fra le due tifoserie, come spesso è accaduto, degenerò in un agguato ai calciatori del River, che vennero aggrediti dagli ultras locali attraverso l'uso di gas urticanti, al rientro in campo dopo il riposo. Nonostante i tifosi del Boca abbiano sempre negato le loro presunte colpe (cercando di scaricare i demeriti sulla polizia), le due squadre rimasero prima, per circa un'ora, in campo senza giocare, e successivamente arrivò la definitiva sospensione della gara. I provvedimenti furono i seguenti: oltre al pagamento di un'ammenda pari a 200 000 dollari, all'obbligo di giocare a porte chiuse le successive quattro gare casalinghe e al divieto per i propri tifosi di assistere alle successive quattro trasferte, il Boca venne eliminato d'ufficio dalla Coppa Libertadores in corso, per cui al River venne assegnata la vittoria, per 3-0, a tavolino, e consegnato così l'approdo ai quarti. Lì, la compagine di mister Marcelo Gallardo dovette affrontare i brasiliani del Cruzeiro, che dopo aver vinto la partita di Buenos Aires per 1-0 soccombettero per 3-0 in casa, concedendo alla banda la qualificazione alle semifinali. L'ultimo ostacolo prima della finale si scoprì essere il Guaraní di Asunción. La pratica venne chiusa dagli argentini già nel match di andata, 2-0 con gol di Mercado e di Mora, per poi andare in Paraguay e strappare il pareggio (1-1) necessario per passare il turno. Il River accedette così alla finale di questo torneo dopo 19 anni dall'ultima volta.

### Tabella riassuntiva del percorso
Nota: in ogni risultato della tabella sottostante, il risultato della squadra di casa è menzionato per primo (C: Casa; T: Trasferta).
| Squadra     | Pt | G |
| ----------- | -- | - |
| Tigres UANL | 14 | 6 |
| River Plate | 7  | 6 |
| Juan Aurich | 6  | 6 |
| San José    | 4  | 6 |

| Squadra     | Pt | G |
| ----------- | -- | - |
| Tigres UANL | 14 | 6 |
| River Plate | 7  | 6 |
| Juan Aurich | 6  | 6 |
| San José    | 4  | 6 |

## La finale

### Andata
Davanti ad uno stadio Universitario tutto esaurito, per affrontare la finale d'andata il Tigres scese in campo così: 4-4-2 il modulo scelto dal tecnico dei locali, Ricardo "Tuca" Ferretti, con in porta il numero 1 Nahuel Guzmán, protetto dal quartetto di difesa formato, da destra verso sinistra, da Israel Jiménez, Hugo Ayala, capitan Juninho e Jorge Torres Nilo. Esterni a centrocampo, rispettivamente a destra e a sinistra, Jürgen Damm e il numero 11 Damián Álvarez; mezz'ali, invece, Pizarro e Arévalo Ríos. Le due punte designate erano il numero 10 André-Pierre Gignac e il numero 9 Rafael Sóbis. 4-4-2 anche per il River di Gallardo, che schierò tra i pali il capitano Marcelo Barovero; terzini (a sinistra e a destra) Leonel Vangioni e Gabriel Mercado, centrali di difesa Jonathan Maidana e Ramiro Funes Mori. A centrocampo, a sinistra Tabaré Viudez, sull'out opposto Carlos Sánchez e in mezzo Leonardo Ponzio e Matías Kranevitter. In attacco, Lucas Alario e Rodrigo Mora.
La prima opportunità a referto capitò sui piedi di Sóbis: preso possesso della sfera sulla fascia destra, superò in velocità un avversario e andò al cross, che venne deviato da un difensore e si stampò sulla traversa a portiere spiazzato. Il numero 9 ci riprovò due minuti più tardi, ma il suo colpo di testa dal limite dell'area piccola uscì centrale. Nonostante il possesso palla prettamente a favore dei locali, questa costituì l'ultima chance di uno scialbo primo tempo. Nella seconda frazione si assisté ad un Tigres propositivo ma mai veramente pericoloso per Barovero, e ad un ancora peggiore River Plate. Il match fu caratterizzato per larga parte da errori di entrambe le parti, bisognerà aspettare addirittura gli ultimi 15 minuti per ritornare a vedere qualche tentativo di gol; la punizione di Juninho, al 77', impegnò infatti non poco il portiere degli ospiti. Ma l'occasione più importante della gara avvenne all'83': il pallone in profondità del centrocampo dei messicani arrivò in qualche modo a Damm, che si involò tutto solo davanti al portiere ma, invece di tirare, cercò di superarlo, finendo per sprecare tutto. Da qui alla fine non successe niente altro, rimandando tutto, dunque, alla sfida di ritorno.

### Ritorno
Per la gara del Monumental, Gallardo scelse un 4-4-2, molto simile a quello usato a Monterrey ma con qualche modifica: al posto di Mercado, in difesa sulla destra venne scelto l'uruguaiano Camilo Mayada. Situazione analoga sulla fascia sinistra, dove l'indisponibilità di Viudez fu tappata dal numero 16 Nicolás Bertolo, mentre questa volta a far coppia con Alario non ci fu Mora, bensì il 9 Fernando Cavenaghi. Per quanto riguarda l'undici di Ferretti per il suo Tigres, le uniche eccezioni rispetto all'andata furono rappresentate da José Arturo Rivas, titolare al posto di Ayala, e Javier Aquino, in campo per Álvarez.
Sotto la pioggia scrosciante, fin da subito si dimostrò una partita molto dura sul piano fisico. Al 4º minuto un'entrataccia di Ponzio non venne ravvisata dall'arbitro (Darío Ubriaco), mentre al 9' il direttore si vide costretto a sventolare il giallo ad Alario per un brutto fallo. Altri due cartellini vennero spesi da Jiménez e Juninho fra il 17' e il 19', e al 22' fu la volta di Gignac di finire sul taccuino degli ammoniti. Tre minuti più tardi ci si iscrisse anche Rivas. Al 37' un'altra clamorosa svista della giacchetta nera salvò Juninho dal terminare la sua Coppa Libertadores in anticipo. Tutto questo agonismo però non sfociò in altrettante occasioni, infatti in tutto il primo tempo non si vide una sola opportunità da gol. Al 45', eppure, ecco il fulmine a ciel sereno: una grande azione personale di Vangioni gli consentì di mettere in mezzo un cross velenosissimo, sul quale si avventò lestamente Alario. Il suo colpo di testa in tuffo non lascio scampo a Nahuel Guzmán, che poté solo raccogliere il pallone dal fondo del sacco, mentre sugli spalti i 62 000 tifosi del River venivano scossi da un boato di gioia. Nel secondo tempo i padroni di casa cercarono più volte di arrivare al 2-0, ma fu il Tigres ad avere la chance migliore, per pareggiare: la discesa velocissima sulla fascia da parte di Damm favorì il traversone e il colpo di testa, a porta vuota, di Aquino, che staccò solissimo ma mandò sul fondo. Ma proprio nel momento migliore degli ospiti giunse, all'improvviso, un calcio di rigore a favore del River, per fallo proprio del numero 20. Sul dischetto andò Carlos Sánchez, che, glaciale, spiazzò Guzmán. Neanche quattro minuti più tardi venne anche il momento di Funes Mori, il quale su perfetto calciò d'angolo saltò più in alto di tutti e insaccò il 3-0. Ormai certa della vittoria, la banda controllò i restanti minuti, e dopo sessanta secondi di recupero poté, dunque, mettere le mani sulla sua terza Coppa Libertadores.

### Tabellini

#### Andata
| Monterrey 29 luglio 2015, ore 20:00 UTC-6 Andata | Tigres UANL             | 0 – 0 referto | River Plate | El Volcán (40 000 spett.)\| Arbitro: \| Antonio Arias Alvarenga \| |
| Arbitro:                                         | Antonio Arias Alvarenga |               |             |                                                                    |

| Tigres UANL | River Plate |

|                  |    |                       |  |
|                  |    |                       |  |
| P                | 1  | Nahuel Guzmán         |  |
| D                | 2  | Israel Jiménez        |  |
| D                | 4  | Hugo Ayala 40’        |  |
| D                | 3  | Juninho               |  |
| D                | 6  | Jorge Torres Nilo     |  |
| C                | 11 | Damián Álvarez        |  |
| C                | 5  | Egidio Arévalo 69’    |  |
| C                | 19 | Guido Pizarro         |  |
| C                | 27 | Jürgen Damm 53’       |  |
| A                | 10 | André-Pierre Gignac   |  |
| A                | 9  | Rafael Sóbis 31’      |  |
| Sostituzioni:    |    |                       |  |
| P                | 22 | Enrique Palos         |  |
| D                | 24 | José Arturo Rivas 40’ |  |
| D                | 14 | Jorge Iván Estrada    |  |
| C                | 18 | José Francisco Torres |  |
| C                | 23 | Édgar Lugo            |  |
| C                | 29 | Jesús Dueñas 69’      |  |
| A                | 16 | Enrique Esqueda       |  |
| Allenatore:      |    |                       |  |
| Ricardo Ferretti |    |                       |  |

| P                | 1  | Marcelo Barovero        |
| D                | 25 | Gabriel Mercado 42’     |
| D                | 2  | Jonathan Maidana        |
| D                | 6  | Ramiro Funes Mori       |
| D                | 21 | Leonel Vangioni 3’      |
| C                | 20 | Tabaré Viudez 46’       |
| C                | 23 | Leonardo Ponzio 63’ 75’ |
| C                | 5  | Matías Kranevitter      |
| C                | 8  | Carlos Sánchez          |
| A                | 7  | Rodrigo Mora 46’        |
| A                | 13 | Lucas Alario            |
| Sostituzioni:    |    |                         |
| P                | 26 | Julio Chiarini          |
| D                | 3  | Éder                    |
| C                | 27 | Lucho González 75’      |
| C                | 10 | Gonzalo Martínez 46’    |
| C                | 16 | Nicolás Bertolo 46’     |
| A                | 9  | Fernando Cavenaghi      |
| A                | 29 | Javier Saviola          |
| Allenatore:      |    |                         |
| Marcelo Gallardo |    |                         |

#### Ritorno
| Arbitro: | Darío Ubriaco |

|                                              |           |  |
| Alario 44’ Sánchez 74’ (rig.) Funes Mori 78’ | Marcatori |  |

| River Plate | Tigres UANL |

|                  |    |                               |  |
|                  |    |                               |  |
| P                | 1  | Marcelo Barovero              |  |
| D                | 21 | Leonel Vangioni               |  |
| D                | 6  | Ramiro Funes Mori 47’ 78’     |  |
| D                | 2  | Jonathan Maidana              |  |
| D                | 18 | Camilo Mayada                 |  |
| C                | 16 | Nicolás Bertolo               |  |
| C                | 5  | Matías Kranevitter 81’        |  |
| C                | 23 | Leonardo Ponzio               |  |
| C                | 8  | Carlos Sánchez 74’ (rig.) 76’ |  |
| A                | 9  | Fernando Cavenaghi 55’ 76’    |  |
| A                | 13 | Lucas Alario 8’ 45’ 68’       |  |
| Sostituzioni:    |    |                               |  |
| P                | 26 | Julio Chiarini                |  |
| D                | 3  | Éder                          |  |
| C                | 27 | Lucho González 81’            |  |
| C                | 10 | Gonzalo Martínez              |  |
| C                | 15 | Leonardo Pisculichi 76’       |  |
| A                | 22 | Sebastián Driussi 68’         |  |
| A                | 29 | Javier Saviola                |  |
| Allenatore:      |    |                               |  |
| Marcelo Gallardo |    |                               |  |

| P                | 1  | Nahuel Guzmán           |
| D                | 6  | Jorge Torres Nilo 71’   |
| D                | 3  | Juninho 18’             |
| D                | 24 | José Arturo Rivas 24’   |
| D                | 2  | Israel Jiménez 16’ 76’  |
| C                | 20 | Javier Aquino           |
| C                | 19 | Guido Pizarro           |
| C                | 5  | Egidio Arévalo 63’      |
| C                | 27 | Jürgen Damm             |
| A                | 9  | Rafael Sóbis            |
| A                | 10 | André-Pierre Gignac 21’ |
| Sostituzioni:    |    |                         |
| P                | 22 | Enrique Palos           |
| D                | 13 | Antonio Briseño         |
| C                | 15 | Manuel Viniegra         |
| C                | 18 | José Francisco Torres   |
| C                | 11 | Damián Álvarez          |
| C                | 29 | Jesús Dueñas 63’        |
| A                | 8  | Joffre Guerrón 76’      |
| Allenatore:      |    |                         |
| Ricardo Ferretti |    |                         |